# Sir Francis Drake (serie televisiva)
Sir Francis Drake  è una serie televisiva britannica in 26 episodi trasmessi per la prima volta nel corso di una sola stagione dal 1961 al 1962.
È una serie d'avventura incentrata sulle vicende del corsaro inglese Francis Drake, interpretato da Terence Morgan, comandante della nave Golden Hind. Oltre alle battaglie in mare e ai duelli con la spada, la serie si occupa anche degli intrighi alla corte di Elisabetta, spesso causati dall'ambasciatore spagnolo Mendoza.

## Personaggi e interpreti

### Personaggi principali
- Sir Francis Drake (26 episodi, 1961-1962), interpretato da	Terence Morgan.
- Regina Elisabetta I (22 episodi, 1961-1962), interpretata da	Jean Kent.
- John Drake (18 episodi, 1961-1962), interpretato da	Michael Crawford.
- Diego (15 episodi, 1961-1962), interpretato da	Milton Reid.
- Grenville (15 episodi, 1961-1962), interpretato da	Howard Lang.

### Personaggi secondari
- Munro (9 episodi, 1961-1962), interpretato da	Ewan Roberts.
- Mendoza - l'ambasciatore spagnolo (7 episodi, 1961-1962), interpretato da	Roger Delgado.
- Richard Trevelyan (7 episodi, 1961-1962), interpretato da	Patrick McLoughlin.
- Walsingham (4 episodi, 1961-1962), interpretato da	Richard Warner.
- Bosun (4 episodi, 1961-1962), interpretato da	Peter Diamond.
- Martin (4 episodi, 1961-1962), interpretato da	Glynn Edwards.
- Gazio (3 episodi, 1961-1962), interpretato da	Patrick Troughton.
- Alencon (2 episodi, 1961-1962), interpretato da	Leon Peers.
- Lambert (2 episodi, 1961-1962), interpretato da	William Dexter.
- Brewer (2 episodi, 1961-1962), interpretato da	Victor Maddern.
- Bolton (2 episodi, 1961-1962), interpretato da	Desmond Newling.
- Katharine (2 episodi, 1961), interpretata da	Eve Lucette.
- Don Pedro (2 episodi, 1961), interpretato da	Alex Scott.
- Duca di Cordova (2 episodi, 1962), interpretato da	John Arnatt.
- Cooper (2 episodi, 1962), interpretato da	Marshall Jones.
- Conte Julio (2 episodi, 1962), interpretato da	William Lucas.
- Almighty Jones (2 episodi, 1962), interpretato da	Michael Ripper.
- Anne Wenham (2 episodi, 1962), interpretata da	Katherine Woodville.

## Produzione
La serie, ideata da Anthony Bushell, fu prodotta da Incorporated Television Company e girata negli studios della Associated British Elstree a Borehamwood in Inghilterra. Le musiche furono composte da Ivor Slaney.

### Registi
Tra i registi della serie sono accreditati:
- David Greene (7 episodi, 1961-1962)
- Terry Bishop (6 episodi, 1962)
- Clive Donner (5 episodi, 1961-1962)
- Harry Booth (3 episodi, 1961-1962)
- John Lemont (3 episodi, 1962)
- Anthony Bushell (2 episodi, 1961-1962)
- Peter Graham Scott (2 episodi, 1962)

## Distribuzione
La serie fu trasmessa nel Regno Unito dal 12 novembre 1961 al 20 maggio 1962 sulla rete televisiva Independent Television.
Alcune delle uscite internazionali sono state:
- nel Regno Unito il 12 novembre 1961 (Sir Francis Drake)
- negli Stati Uniti il 24 giugno 1962  (Sir Francis Drake)
- in Francia il 25 aprile 1964  (Sir Francis Drake)

## Episodi
| Stagione       | Episodi | Prima TV UK |
| -------------- | ------- | ----------- |
| Prima stagione | 26      | 1961-1962   |